# Erica fuscescens
Erica fuscescens là một loài thực vật có hoa trong họ Thạch nam. Loài này được (Klotzsch) E.G.H.Oliv. mô tả khoa học đầu tiên năm 1993.